# Järva
Järva è un comune rurale della contea di Järvamaa, in Estonia.
Il comune è nato nel 2017 dalla fusione degli ex comuni di Albu, Ambla, Imavere, Järva-Jaani, Kareda, Koeru e Koigi.